# タイロン・ブーズ
タイロン・ブーズ（Tyrone Booze、1959年2月12日 - ）は、アメリカ合衆国の男性プロボクサー。コネチカット州ハートフォード出身。元WBO世界クルーザー級王者。

## 来歴
1982年4月23日、ブーズはプロデビューを果たし4回判定勝ちを収め白星でデビューを飾った。
1983年5月31日、ホセ・バルデホと対戦し6回判定勝ちを収めた。
1984年6月19日、ニューイングランドライトヘビー級王者マーカス・ジャクソンと対戦し12回判定勝ちを収め王座獲得に成功した。
1985年2月8日、元WBA世界ライトヘビー級王者エディ・ムスタファ・ムハマドと対戦し10回判定負けを喫した。
1985年7月20日、後の世界2階級制覇王者イベンダー・ホリフィールドと対戦し8回判定負けを喫した。
1986年8月26日、NABF北米クルーザー級王者ベルト・クーパーと対戦し12回2-1(112-116、116-113、113-116)の判定負けを喫した。
1986年10月17日、1984年ロサンゼルスオリンピックヘビー級金メダリストのヘンリー・ティルマンと対戦し10回判定負けを喫した。
1987年7月27日、ジョニー・ドゥ・ポーイと対戦しキャリア初のKO負けとなる2回KO負けを喫した。
1988年10月20日、アンソニー・ウィザースプーンと対戦し10回判定勝ちを収めた。
1989年2月15日、元世界2階級制覇王者のドワイト・ムハマド・カウィと対戦し10回判定負けを喫した。
1990年3月26日、後のWBA世界クルーザー級王者でNABF北米クルーザー級王者のネート・ミラーと対戦し12回0-3(110-118、108-120、106-120)の判定負けを喫し王座獲得に失敗した。
1991年2月15日、WBO世界クルーザー級王者マグネ・ハブナと対戦し12回1-2(115-116、115-114、113-117)の判定負けを喫し王座獲得に失敗した。
1992年7月25日、ハブナが返上したWBO世界クルーザー級王座決定戦でマンチェスターのG-メックス・センターでデレク・アンゴルと対戦し7回2分32秒KO勝ちを収め王座獲得に成功した。
1992年10月2日、後のWBO世界クルーザー級王者ラルフ・ロッシジャーニと対戦し12回3-0(114-113、116-113、116-112)の判定勝ちを収め初防衛に成功した。
1993年2月13日、ハンブルクのスポーサーレでマルクス・ボットと対戦し12回0-3(113-117、2者が112-117)の判定負けを喫し2度目の防衛に失敗し王座から陥落した。
1994年7月20日、マーク・マッカインと対戦し5回TKO勝ちを収めた。
1995年12月9日、エアール・ターリーと対戦し3回TKO勝ちを収めた。
1996年3月23日、ジェームス・ムリンスと対戦し4回TKO勝ちを収めた。
1997年11月22日、トニー・ベラスコと対戦し5回TKO勝ちを収めた。
1998年9月3日、ジェシー・フェルガーソンと対戦し10回判定負けを喫した試合を最後に現役を引退した。

## 獲得タイトル
- ニューイングランドライトヘビー級王座
- 第3代WBO世界クルーザー王座(防衛1)